# (18242) Peebles
(18242) Peebles – planetoida z pasa głównego asteroid okrążająca Słońce w ciągu 3 lat i 225 dni w średniej odległości 2,36 j.a. Została odkryta 29 września 1973 roku. Nazwa planetoidy pochodzi od James Peeblesa (ur. 1935), kanadyjskiego astronoma i kosmologa. Przed jej nadaniem planetoida nosiła oznaczenie tymczasowe (18242) 2102 T-2.